# 廟妓
廟妓，又稱聖妓，是指在廟宇裡生活，為朝拜者提供性服務的人。聖妓的歷史由來已久，不論是古代的印度、迦南、小亞細亞还是希腊都有過。直到21世紀，世界上絕大多數已發展的地區都不再有聖妓，但在印度卡纳塔克邦北部，仍然有為數多達十萬的少女擔任廟妓。
聖妓不一定是女性，例如在古迦南的阿斯塔蒂神廟內就男女皆有。

## 歷史
古代東方有所謂「聖妓」或「廟妓」，在印度尤其發達（參看《太平廣記》卷101講到的「馬郎婦」）。根據歷史，早在公元前3世紀，在印度次大陸就已有聖妓的存在。来自贱民家庭的女孩子年纪轻轻便开始为寺院服务，於寺廟內進行祭祀儀式、舞蹈及為婆羅門祭司和信眾提供性服務。她们被称为圣女（他们入廟被称为神的仆人）。
根據迦南地區的歷史，聖妓是當地阿斯塔蒂神廟內的性工作者。阿絲塔蒂是古迦南的主要女神，掌管生育、性愛及戰爭。
聖妓在古希臘世界卻似乎並不普遍，大部分的記載都發生在希臘世界的邊緣（本都、西西里、塞浦路斯、卡帕多细亚、撒丁尼亞等），但亦有其例外。例如立於科林斯山頂的阿芙羅黛蒂神廟便是一座以聖妓聞名的廟宇，於古典時代起廟內已駐有一批為數不少的聖妓。公元前464年，當地一名叫色諾芬的富有運動員在奧林匹克運動會的短跑項目中勝出，他高興地到神廟酬神感恩並獻上百名聖女，並被記載於品達的詩作中（fgt. 122 Snell）。
而根據斯特拉博的記載（VIII，6，20），該廟的聖妓在羅馬時代多達千人。

## 著名的聖妓
- 有人[谁？]认为《聖經·舊約全書》的何西亞書提及上帝要求先知何西亞娶的淫妇歌蔑是聖妓，但歌蔑的聖妓身份存疑。[4]。

## 參看
- 卡朱拉霍神廟
- 古希臘賣淫業